# کریستینا فلوتور
کریستینا فلوتور (رومانیایی: Cristina Flutur؛ زادهٔ ۱۹۷۸) یک هنرپیشه اهل رومانی است.
از فیلم‌ها یا برنامه‌های تلویزیونی که وی در آن نقش داشته است می‌توان به آن‌سوی تپه‌ها اشاره کرد. فلوتور در سال ۲۰۱۲ برنده جایزه بهترین بازیگر زن جشنواره فیلم کن شده است.